# Encore heureux (film)
Pour l’article homonyme, voir Encore heureux.
Pour plus de détails, voir Fiche technique et Distribution.
Encore heureux est une comédie française réalisée par Benoît Graffin et sortie en 2016.

## Synopsis
À Paris, quand Sam perd son poste de cadre, le foyer est contraint de réduire son train de vie. Marie, son épouse, quelque peu exaspérée par la désinvolture de son mari, songe à le quitter pour un beau ténébreux qui lui fait une cour appuyée. La fille du couple ne pense qu'à son concours de piano. Mais un jour, le père et la fille vont commettre un acte qui va bouleverser l'équilibre fragile de la famille.

## Fiche technique
- Titre original : Encore heureux
- Réalisation : Benoît Graffin
- Scénario : Mika Tard et Déborah Saïag, adapté par Benoît Graffin, dialogues par Benoît Graffin et Nicolas Bedos
- Directeur de la photographie : Antoine Héberlé
- Chef décoratrice : Samantha Gordowski
- Décorateur : Julien Tesseraud
- Musique : Stephen Coates
- Production : Pauline Duhault
- Sociétés de production : E.D.I. FILMS et EuropaCorp, en association avec SofiTVciné 2
- Société de distribution : EuropaCorp Distribution
- Pays d'origine :  France
- Langue originale : français
- Genre : comédie
- Durée : 94 minutes
- Date de sortie :
  - France : 27 janvier 2016

## Distribution
- Sandrine Kiberlain : Marie
- Édouard Baer : Sam
- Benjamin Biolay : Antoine
- Bulle Ogier : Louise, la mère de Marie
- Carla Besnaïnou : Alexia
- Mathieu Torloting : Clément
- Guilaine Londez : Mme Martin, la concierge
- Anna Gaylor : Madeleine
- Florence Viala : Cathy

## Production
L'une des raisons ayant poussé Benoît Graffin à réaliser Encore heureux provient de cette idée selon laquelle une famille peut être un espace de folie à l'opposé de la norme. Pour la tonalité du film, le metteur en scène avait en tête des modèles comme After Hours de Martin Scorsese où beaucoup de choses se passent en relativement peu de temps sur le mode de la comédie.

## Accueil

### Accueil critique
Lors de sa sortie, le film est plutôt bien accueilli. Jacques Morice de l'hebdomadaire Télérama estime qu'il s'agit d'une comédie piquante et rocambolesque, aux accents de fable. Il fait également le rapprochement avec Little Miss Sunshine.
Les Inrockuptibles parle d'une comédie noire, d'un duo lumineux où Baer et Kiberlain font des étincelles.
L'Express qualifie le film de fable malicieuse et légère, vrai petit bonheur de cinéma généreusement toqué.
Sur Allociné, le film obtient la note de 3,3/5 de la part des critiques de presse.

### Box office
En première semaine d'exploitation, Encore heureux a réalisé 224 459 entrées en France